# Hacienda las Trojes
Hacienda las Trojes är en ort i kommunen Temoaya i delstaten Mexiko i Mexiko. Benämningen hacienda kommer ifrån att det är ett jordbrukssamhälle, j detta fall bestående av radhus. Men Hacienda las Trojes har flera restauranger, en primärskola och en Oxxo. Ortens postkod är 50880. Samhället hade 4 393 invånare vid folkräkningen 2020.